# Eurycoccus tamariscus
Eurycoccus tamariscus är en insektsart som beskrevs av Williams 1984. Eurycoccus tamariscus ingår i släktet Eurycoccus och familjen ullsköldlöss.
Artens utbredningsområde är Pakistan. Inga underarter finns listade i Catalogue of Life.